# Kimsy von Reischach

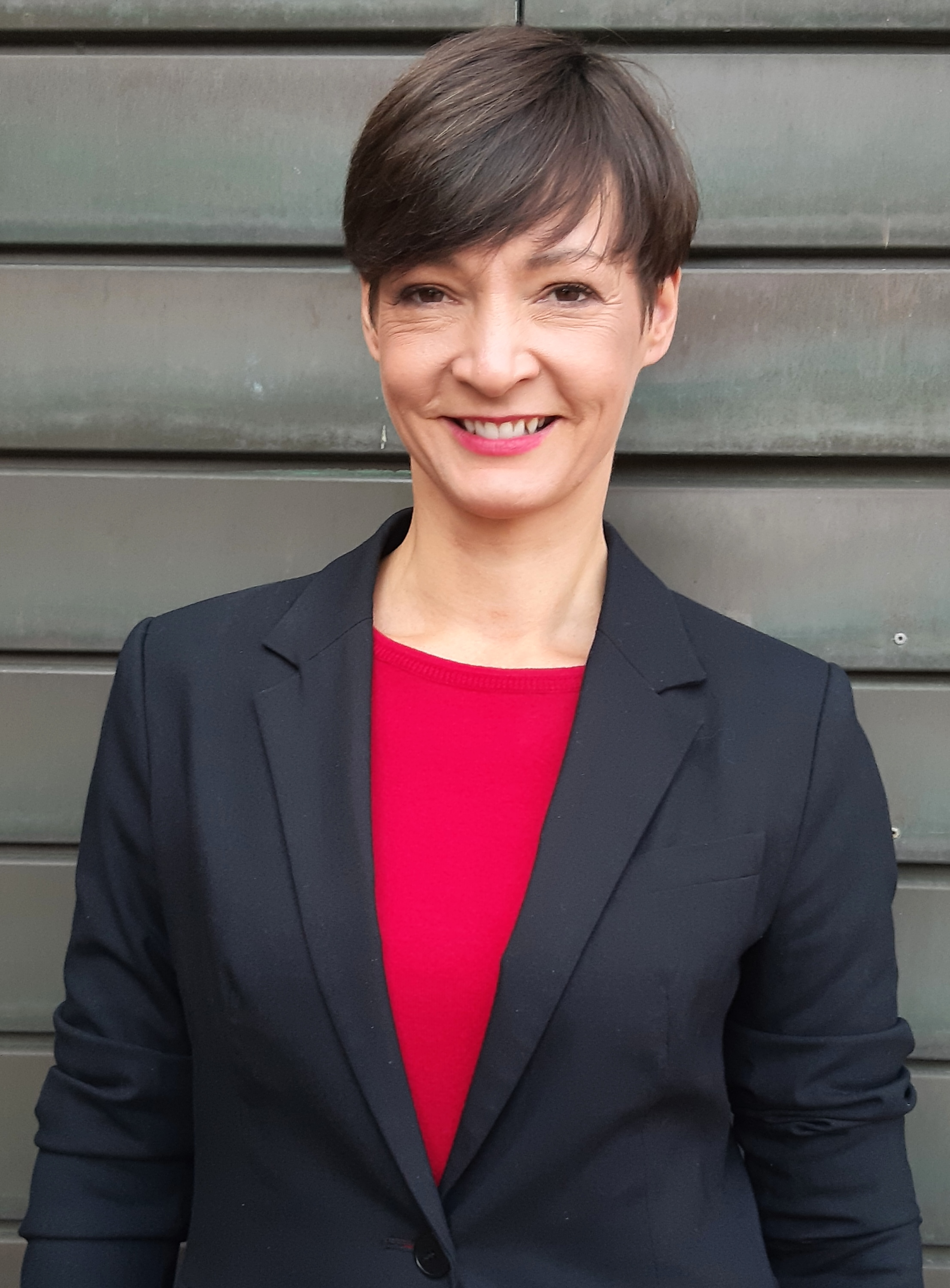
Kimsy von Reischach (2019)

Kimsy von Reischach, eigentlich Kimberly Karen Daisy Louise Gräfin von Reischach (* 24. November 1974 in Stuttgart-Bad Cannstatt) ist eine deutsche Journalistin und Moderatorin, die früher beim Musiksender MTV tätig war.

## Werdegang
Ihr Abitur machte Kimsy von Reischach 1994 am Friedrich-Abel-Gymnasium Vaihingen. 1995 nahm sie ein Studium der Kommunikationswissenschaften, der Neueren Geschichte sowie im Fach Englisch an der damaligen Universität-Gesamthochschule Essen auf. In den Jahren 1995 bis 1998 moderierte sie verschiedene MTV-Formate. Nach Auslaufen ihres Vertrags ging sie nach New York zum Besuch einer Schauspielschule, dem New Actors Workshop unter der Leitung von Mike Nichols. Seit 2000 hatte sie mehrere Auftritte in Fernseh- und Theaterproduktionen. Heute ist sie weltweit als Moderatorin für Wirtschaftsunternehmen, Politik, Ministerien, Künstler und Verbände auf der Bühne und vor der Kamera tätig.
Außer Deutsch beherrscht sie Englisch auf muttersprachlichem Niveau und Französisch.

## Familie
Kimsy von Reischach ist die Tochter von Dietrich Eck Hans Alfred Graf von Reischach und dessen Frau Christa Marianne Gräfin von Reischach. Sie hat eine Schwester, Kristen Charlotta. Die Familie gehört zum Adelsgeschlecht Reischach. Mit ihrem Mann, dem irischen DJ Shit Robot, (bürgerlich Marcus Lambkin) hat sie zwei Töchter. Sie lebt mit ihrer Familie, ihrer Schwester und ihren Eltern auf Schloss Riet, das mittlerweile ihr und ihrer Schwester gehört.